# 柳河県
柳河県（りゅうか-けん）は中華人民共和国吉林省通化市に位置する県。県人民政府の所在地は柳河鎮。

## 歴史
1902年（光緒28年）、清朝により設置された。

## 行政区画
3街道、11鎮、1民族鎮、2郷、1民族郷を管轄：
- 街道弁事処：采勝街道、中崗街道、導航街道
- 鎮：柳河鎮、五道溝鎮、駝腰嶺鎮、孤山子鎮、聖水河子鎮、羅通山鎮、安口鎮、向陽鎮、紅石鎮、涼水河子鎮、亨通鎮
- 民族鎮：三源浦朝鮮族鎮
- 郷：柳南郷、時家店郷
- 民族郷：姜家店朝鮮族郷

## 交通

### 航空
- 通化三源浦空港（中国語版）

### 鉄道
- 中国国家鉄路集団
  - 梅集線
    - 三源浦駅

### 道路
- 高速道路
  -  集双高速道路（中国語版）
  -  輝臨高速道路
- 国道
  -  G303国道